# Seta Tuilevuka
Pas d'image ? Cliquez ici

a Compétitions nationales et continentales officielles uniquement.

b Matchs officiels uniquement.
Seta Tuilevuka, né le 27 octobre 1981 à Suva (Fidji), est un joueur international américain d'origine fidjienne de rugby à XV jouant aux postes de centre ou d'ailier.